# Lago Santa Maria
O Lago Santa Maria (em romanche: Lai da Sontga Maria) é um lago artificial localizado perto da Passagem de Montanha Lukmanier no município de Medel, no cantão de Grisões, Suíça . O reservatório deste lago tem uma área de superfície é 1,77 km². A barragem de arco do lago de Santa Maria foi concluída em 1968.